# چشمه‌ی ملی با پادما لکشمی
«چشمه‌ی ملی با پادما لکشمی» یک مجموعه تلویزیونی مستند درباره مسافرت و غذا در آمریکا است. این برنامه با بازی پادما لکشمی ساخته شده و او را در سفرهایش به اطراف ایالات متحده به منظور آشنایی با غذا و فرهنگ مخصوص هر شهر دنبال می‌کند. این مجموعه در 19 ژوئن 2020 در هولو به نمایش درآمد. در اوت 2020، تصمیم برای ساخت فصل دوم این مجموعه تلویزیونی گرفته شد. این مجموعه به طور کلی نقدهای مثبتی از منتقدان دریافت کرد.

## آزادسازی
«چشمه‌ی ملی با پادما لکشمی» در 19 ژوئن 2020 در هولو به نمایش درآمد. در اوت 2020، Hulu برنامه را برای فصل دومی که از 10 قسمت تشکیل شده بود تمدید کرد، اما بعداً به 4 قسمت کاهش یافت به دلیل ویروس کووید-19 و به عنوان یک ویژگی تعطیلاتی منتشر شد. در مارس 2023، گزارش شد که «چشمه‌ی ملی با پادما لکشمی» در 5 مه 2023 با یک فصل دوم 10 قسمتی به نمایش خواهد درآمد.